# Pfarrkirche St. Peter (Linz)

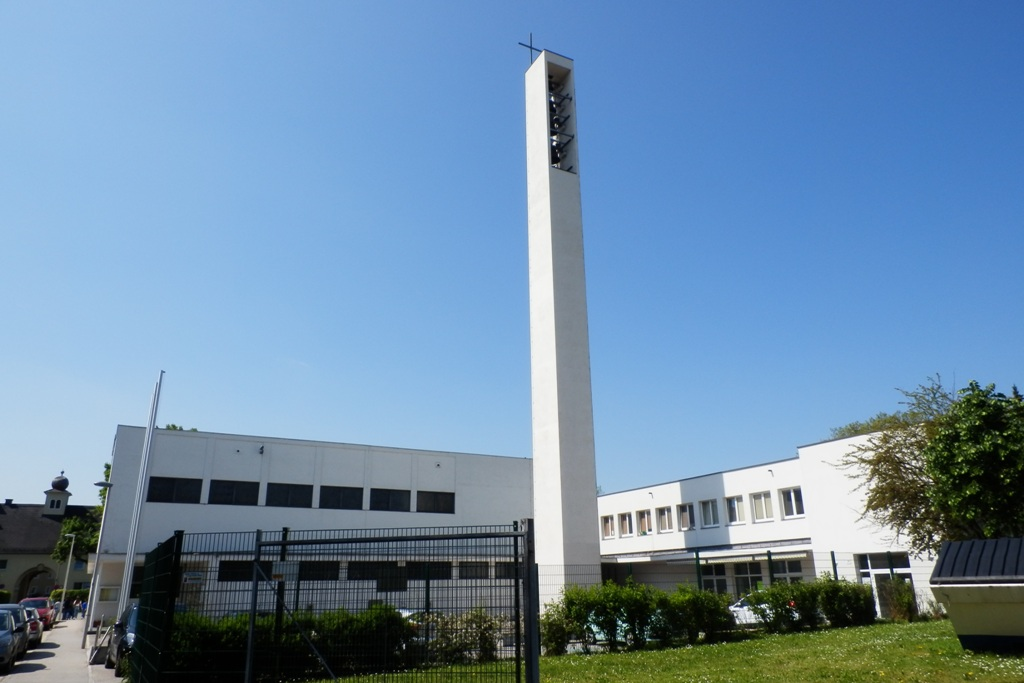
Pfarrkirche St. Peter

Die Pfarrkirche Linz-St. Peter steht im Linzer Stadtteil Spallerhof in Oberösterreich. Die römisch-katholische Pfarrkirche hl. Petrus gehört zum Dekanat Linz-Süd in der Diözese Linz.

## Geschichte

### Erste Kirche in der Zizlau
Schon im Jahr 1111 wird im Dorf St. Peter in der Zizlau eine Kirche urkundlich erwähnt. 1147 bis 1149 wurde durch das Stift Sankt Peter (Salzburg) und das Domkapitel der Erzdiözese Salzburg unweit der Mündung der Traun in die Donau eine Kirche erbaut und dem heiligen Petrus geweiht. 1851 wurde St. Peter selbständige Gemeinde, 1863 auch Pfarre. 1915 wurde St. Peter nach Linz eingemeindet.
Nach dem Anschluss Österreichs wurde der ganze Ort inklusive der Kirche abgerissen und dort die Reichswerke Hermann Göring (heute voestalpine) erbaut. Die Bevölkerung von  damals 4.500 Einwohnern wurde großteils in den neuerbauten Stadtteil Spallerhof umgesiedelt. Am 29. Juni 1939 wurde zum Patrozinium die letzte Messe in St. Peter gefeiert.
Schon 1938 wurden die Gebeine von rund 1600 Verstorbenen vom stillgelegten Pfarrfriedhof von St. Peter in den Friedhof Kleinmünchen umgebettet, da der Friedhof ebenfalls dem Bau der Hermann-Göring-Werke weichen musste. Der Friedhof St. Peter war dabei eigentlich als neuer Stadtfriedhof von Linz vorgesehen gewesen, die Umbettung soll 40.000 Reichsmark verschlungen haben.

### Errichtung am Spallerhof
Nach dem Zweiten Weltkrieg wurde der Spallerhof, ein altes Bauerngut, das zuerst als NSDAP- später als SPÖ-Parteilokal genutzt wurde, von der Diözese erworben und 1958 darin eine Notkirche errichtet. Mit 1. Jänner 1960 wurde die Kirche offiziell zur Pfarre St. Peter erhoben und übernahm als Nachfolgepfarre alle Rechte der ehemaligen Pfarre St. Peter/Zizlau.
Die heutige Kirche in der Wallenbergstraße wurde 1963 bis 1964 nach Plänen von Franz Steininger errichtet und am 6. September 1964 von Bischof Franz Zauner geweiht. Die Glasfenster und der Kreuzweg wurden von Alfred Stifter gestaltet, die Bilder des hl. Petrus und Maria Magdalenas stammen von Jakob Zanusi aus dem 17. Jahrhundert von der alten Kirche.